# Joseph François Joindy
Joseph François Joindy fue un escultor, grabador y medallista francés, nacido en París el 13 de octubre de 1832 y fallecido en 1906.

## Datos biográficos
Joseph François Joindy nació en la capital de Francia, París, el 12 de octubre de 1832.
era hijo del pintor Louis Joindy.
Contrajo matrimonio el 12 de enero de 1871 en París con Eugénie Laurain y estuvo domiciliado en París en el V distrito, en el número 78 de la rue des Amandiers (actual rue Laplace).
Trabajó para las platerías francesas Harleux, Christofle y Falize y modeló monturas de plata para jarrones de Émile Gallé.·
Fue nombrado caballero de la Legión de Honor en 1900.
Falleció el 1 de noviembre de 1906, a los 74 años.

## Obras
Sus obras se conservan en el Museo de las Artes Decorativas de París.
Entre las obras más conocidas de Joseph François Joindy se incluyen las siguientes:
- Medalla de la cámara de comercio de Burdeos.